# گریبن (مکلنبورگ-فورپومرن)
گریبن (به آلمانی: Grieben) یک شهر در آلمان است که در نوردوست‌مکلنبورگ واقع شده‌است. گریبن ۱۷۲ نفر جمعیت دارد.